# Zhongxing Xincun
Koordinaten: 23° 58′ N, 120° 41′ O

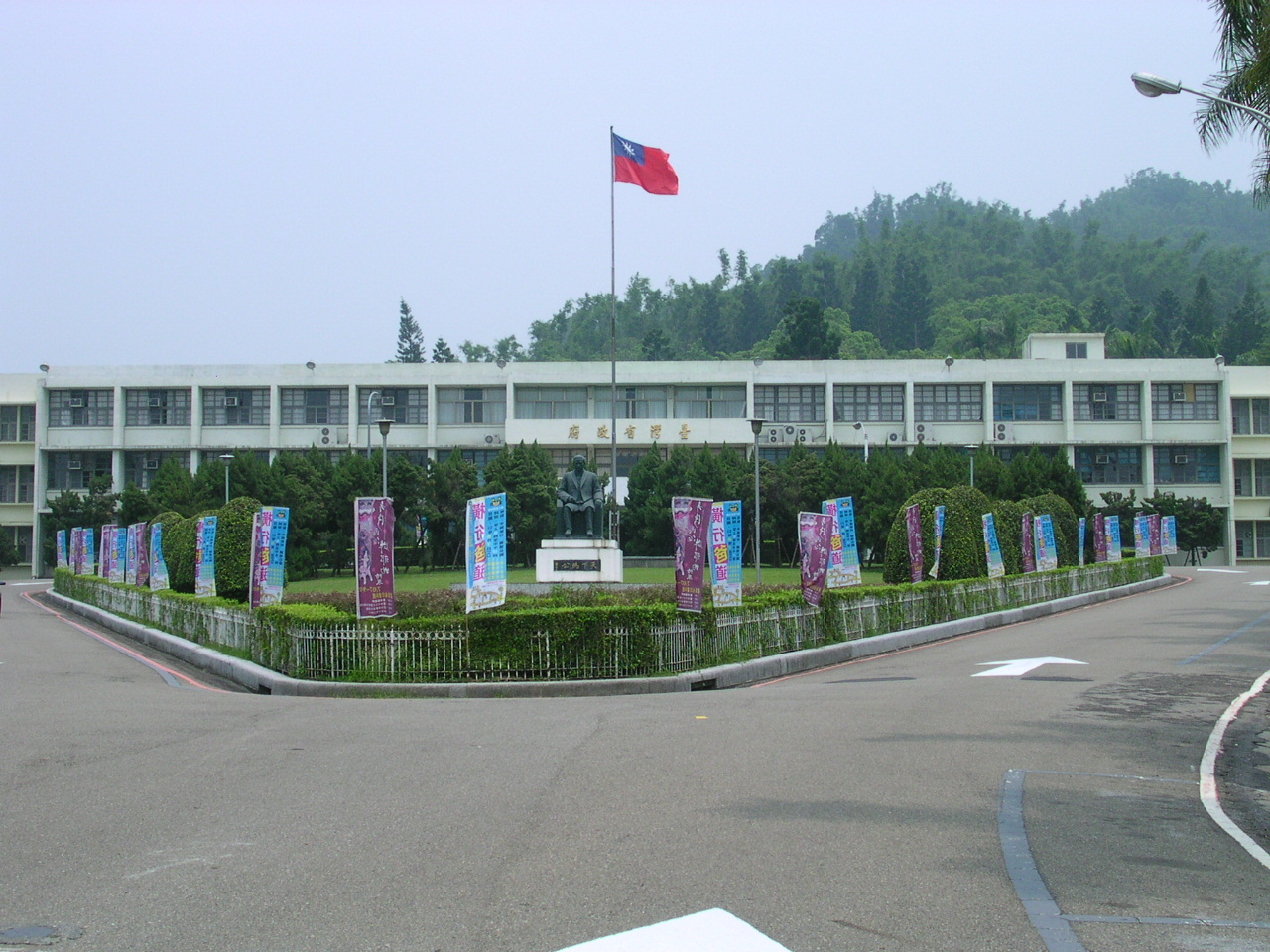
Das Gebäude der Provinzverwaltung in Zhongxing

Zhongxing Xincun (chinesisch 中興新村, Pinyin Zhōngxīng Xīncūn, Tongyong Pinyin Jhongsing Sincun, W.-G. Chung-hsing Hsin-ts'un, englisch Zhongxing New Village) ist seit 1956 Sitz der Verwaltung der Provinz Taiwan.
Die Ortschaft liegt am nördlichen Rand des Stadtgebiets von Nantou, der Hauptstadt des Landkreises Nantou der Provinz Taiwan. Sie wurde auf einem am Fuße der Hu Shan-Hügelkette gelegenen etwa 200 Hektar großen Gelände als neuer Sitz der Provinzverwaltung angelegt. Die Planung orientierte sich an einem britischen Stadtplanungskonzept. Die Gebäude sind in Reihen angeordnet. Eine Besonderheit sind separate Ableitungssysteme für Regen- und Abwasser. Bei der Landschaftsplanung wurden weite Park- und Wiesenflächen vorgesehen. Die Bauphase war 1957 abgeschlossen. 
Bis 1956 war Taipeh die Hauptstadt der Provinz Taiwan. Da die Provinzhauptstadt erst nach dem Chinesischen Bürgerkrieg 1949 von einer Regierung, welche die Volksrepublik China nicht als rechtmäßig ansieht, nach Zhongxing verlegt wurde, betrachtet diese Taipeh weiterhin als Provinzhauptstadt.